# زیست‌شناسی انسان

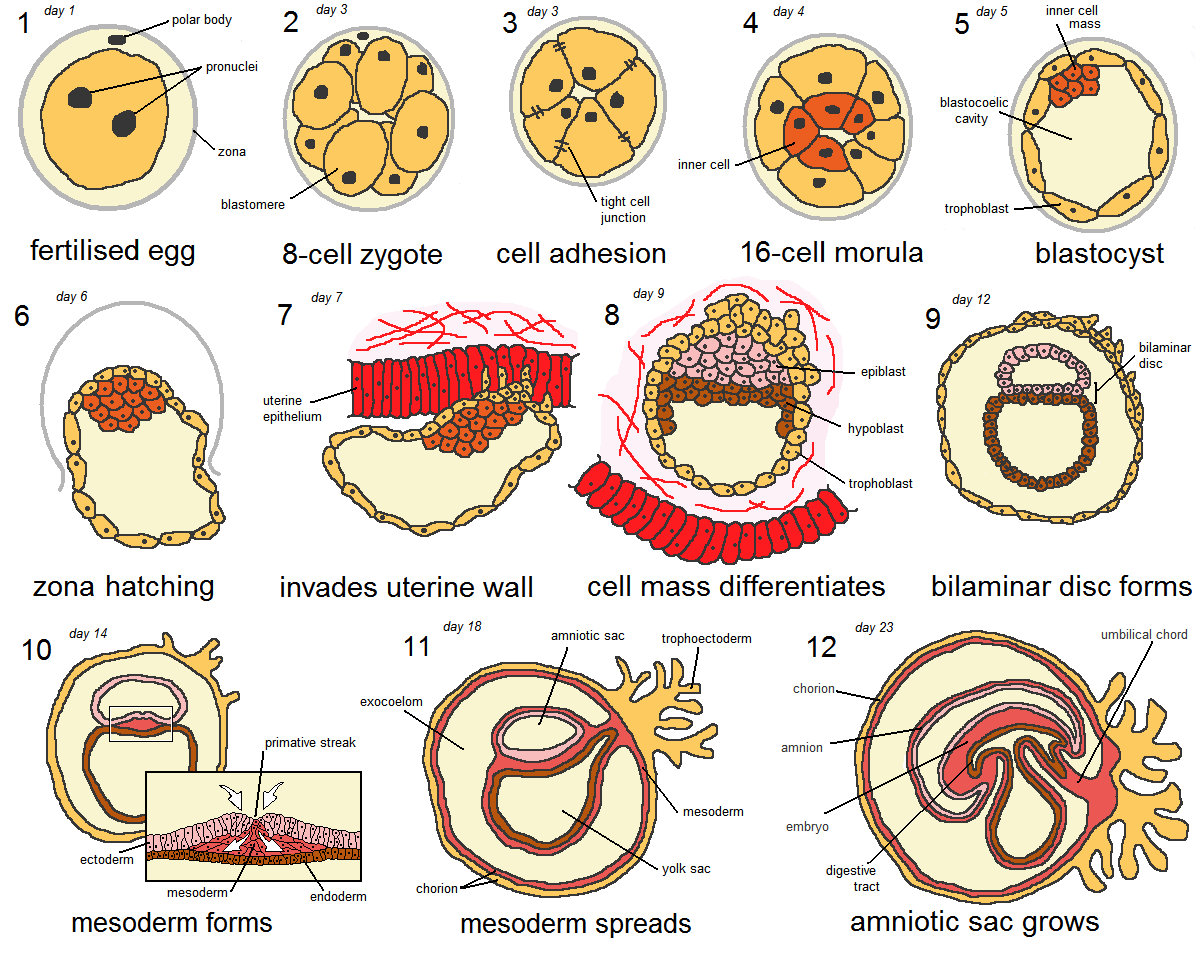
مراحل جنین زایی انسان

زیست‌شناسی انسان (به انگلیسی: Human biology) یک حوزه میان‌رشته‌ای از مطالعات دانشگاهی است که انسان را از طریق تأثیر متقابل بسیاری از زمینه‌های مختلف مانند ژنتیک، تکامل، فیزیولوژی، کالبدشناسی، اهمه‌گیرشناسی، انسان‌شناسی، بوم‌شناسی، تغذیه، ژنتیک جمعیت و تأثیرات اجتماعی و فرهنگی مورد بررسی قرار می‌دهد. این ارتباط نزدیک با علوم زیست‌پزشکی، انسان‌شناسی زیستی و سایر زمینه‌های زیست‌شناسی دارد که در جنبه‌های مختلف کارکرد انسانی مرتبط هستند. تا این که در قرن بیستم، ریموند پرل، زیست‌گرونتولوژیست، مؤسس مجله زیست‌شناسی انسان، اصطلاح «زیست‌شناسی انسان» را به‌گونه‌ای بیان کرد که زیربخش جداگانه‌ای از زیست‌شناسی را توصیف کند.